# Une douzaine d'œufs frais
Pour plus de détails, voir Fiche technique et Distribution.
Une douzaine d'œufs frais est un film muet français réalisé par Georges Monca, sorti en 1908.

## Fiche technique
- Titre : Une douzaine d'œufs frais
- Réalisation : Georges Monca
- Scénario :
- Photographie :
- Montage :
- Société de production : Pathé Frères
- Société de distribution : Pathé Frères
- Pays d'origine :  France
- Langue : film muet avec les intertitres en français
- Métrage : 150 mètres
- Format : Noir et blanc — 35 mm — 1,33:1 — Muet
- Genre :  Comédie
- Durée : 5 minutes
- Dates de sortie : 
  -  France : juillet 1908
  -  États-Unis : 5 septembre 1908
  -  Danemark : 22 décembre 1908

## Distribution
- André Deed